# 建熙
建熙（360年正月二十五日—370年十一月）是十六国时期前燕政权前燕幽帝慕容暐的年号，共计11年。

## 纪年
| 建熙 | 元年   | 二年  | 三年  | 四年  | 五年  | 六年  | 七年  | 八年  | 九年  | 十年  |
| ---- | ------ | ----- | ----- | ----- | ----- | ----- | ----- | ----- | ----- | ----- |
| 公元 | 360年  | 361年 | 362年 | 363年 | 364年 | 365年 | 366年 | 367年 | 368年 | 369年 |
| 干支 | 庚申   | 辛酉  | 壬戌  | 癸亥  | 甲子  | 乙丑  | 丙寅  | 丁卯  | 戊辰  | 己巳  |
| 建熙 | 十一年 |       |       |       |       |       |       |       |       |       |
| 公元 | 370年  |       |       |       |       |       |       |       |       |       |
| 干支 | 庚午   |       |       |       |       |       |       |       |       |       |

## 同期存在的其他政权年号
- 中國
  - 升平（357年－361年）：东晋——晉穆帝司馬聃的年号
  - 隆和（362年－363年）：东晋——晉哀帝司馬丕的年号
  - 兴宁（363年－365年）：东晋——晉哀帝司馬丕的年号
  - 太和（366年－371年）：東晉——晉廢帝司馬奕的年号
  - 鳳凰（370年）：东晋——农民起义李弘、李金银年号
  - 建兴（355年－361年）：前凉——张玄靓年号
  - 升平（361年－371年）：前凉——张玄靓、張天錫年号
  - 甘露（359年－364年）：前秦——苻坚年号
  - 建元（365年－385年）：前秦——苻坚年号
  - 建国（338年－376年）：代——拓跋什翼犍年号

## 参見
- 中國年號索引